# Zhang Yanyuan
Zhang Yanyuan (張彥遠T, 张彦远S, Zhāng YànyuǎnP, Chang YenyüanW; 815 circa – 877 circa) è stato uno storico dell'arte, calligrafo e pittore cinese.

## Biografia
Zhang nacque in una famiglia di alto rango di Yuncheng, nella provincia di Shanxi. Scrisse diversi libri sull'arte e la calligrafia, tra questi il Fashu Yaolu (法書要錄, "Compendio di calligrafia") e il Lidai Minghua Ji (歷代名畫記, "Famosi dipinti della storia"), un libro generale che contiene preziose informazioni per la comprensione dell'arte cinese antica. Il libro include inoltre complete biografie degli artisti con menzione delle tecniche impiegate e delle finalità espressive. Per tale motivo l'opera di Zhang è da ritenersi di importanza fondamentale per lo studio della storia dell'arte mondiale, al pari della Naturalis historia di Plinio il Vecchio (per le informazioni sugli artisti dell'Antica Grecia) e delle Vite di Giorgio Vasari (per gli artisti del Rinascimento italiano).
La teoria dell'arte di Zhang consiste di diversi aspetti distintivi. Innanzitutto egli concorda con le formulazioni di Xie He, secondo le quali l'arte ha funzioni morali e politiche, accetta inoltre il principio delle Sei Tecniche elaborate da Xie sulle principali caratteristiche che deve possedere una pittura di elevata raffinatezza. Infine Zhang insiste sull'importanza dell'originalità e spontaneità in contrapposizione allo stile stereotipato, col quale si possono creare solo immagini prive di vita.